# Zwierzyniec (powiat tucholski)
Zwierzyniec – wieś borowiacka w Polsce, położona w województwie kujawsko-pomorskim, w powiecie tucholskim, w gminie Śliwice, na obszarze Borów Tucholskich.
| SIMC    | Nazwa       | Rodzaj      |
| ------- | ----------- | ----------- |
| 0097672 | Rosochatka  | osada leśna |
| 0097689 | Wilcze Doły | osada leśna |
| 0097695 | Zwierzyniec | osada leśna |

W latach 1975–1998 miejscowość należała administracyjnie do województwa bydgoskiego. Według Narodowego Spisu Powszechnego (III 2011 r.) liczyła 78 mieszkańców. Jest najmniejszą miejscowością gminy Śliwice.